# Giải Vô địch Bóng chuyền Các câu lạc bộ Nữ Châu Á 2023
Giải Vô địch Bóng chuyền Các câu lạc bộ Nữ châu Á 2023 là giải đấu thứ 23 của Giải vô địch bóng chuyền các câu lạc bộ nữ châu Á, giải đấu thường niên cấp câu lạc bộ bóng chuyền nữ quốc tế do Liên đoàn bóng chuyền châu Á (AVC) phối hợp với Liên đoàn bóng chuyền Việt Nam (VFV) tổ chức.
Giải đấu được tổ chức tại Vĩnh Phúc, Việt Nam từ ngày 25 tháng 4 đến ngày 2 tháng 5 năm 2023. Đội vô địch giải đấu đủ điều kiện tham dự Giải vô địch thế giới các câu lạc bộ bóng chuyền nữ FIVB 2023.
Sport Center 1 lần đầu tiên vô địch giải đấu khi đánh bại Diamond Food–Fine Chef trong trận chung kết với tỉ số 3-2 sau khi bị dẫn trước 0-2. Trần Thị Thanh Thúy được chọn là MVP của giải đấu này. Liaoning Donghua giành huy chương đồng trước King Whale Đài Bắc trong bốn set đấu cam go.

## Vòng loại
Theo quy định của AVC, tối đa 16 đội trong tất cả các sự kiện AVC sẽ được chọn theo quy tắc:
- 1 đội cho nước chủ nhà
- 10 đội dựa trên vị trí cuối cùng của giải đấu lần trước
- 5 đội từ mỗi khu vực trong số 5 khu vực (có giải đấu vòng loại nếu cần)

### Các đội vượt qua vòng loại
| Sự kiện                                                | Sự kiện                                                | Ngày                                     | Địa điểm  | Suất | Quốc gia                                                |
| ------------------------------------------------------ | ------------------------------------------------------ | ---------------------------------------- | --------- | ---- | ------------------------------------------------------- |
| Nước chủ nhà                                           | Nước chủ nhà                                           | 1                                        |           |      | Việt Nam                                                |
| Giải Vô địch Bóng chuyền Các câu lạc bộ Nữ Châu Á 2022 | Giải Vô địch Bóng chuyền Các câu lạc bộ Nữ Châu Á 2022 | 24 – 30 tháng 04 năm 2022                | Semey     | 3    | Kazakhstan Thái Lan Iran Uzbekistan Kyrgyzstan          |
| Vé mời cho đại diện các khu vực                        | Đông Á                                                 | Không muộn hơn ngày 15 tháng 01 năm 2023 | Bangkok   | 5    | Trung Quốc Đài Bắc Trung Hoa Hồng Kông Nhật Bản Mông Cổ |
| Tổng cộng                                              | Tổng cộng                                              | Tổng cộng                                | Tổng cộng | 9    |                                                         |

## Các đội tham dự
Các đội sau đây đã được tham gia giải đấu.
| Quốc gia          | Câu lạc bộ             | Thứ hạng tại giải quốc nội     |
| ----------------- | ---------------------- | ------------------------------ |
| Việt Nam          | Sport Center 1         | N/A (Đội tuyển quốc gia)       |
| Kazakhstan        | Altay                  | Vô địch (Mùa giải 2022 - 2023) |
| Thái Lan          | Diamond Food–Fine Chef | Á quân (Mùa giải 2021 - 2022)  |
| Iran              | Paykan Tehran          | Vô địch (Mùa giải 2022 - 2023) |
| Trung Quốc        | Liaoning Donghua       | Hạng 4 (Mùa giải 2021 - 2022)  |
| Đài Bắc Trung Hoa | King Whale Taipei      | Vô địch (Mùa giải 2022 - 2023) |
| Hồng Kông         | Hip Hing               | Vô địch (Mùa giải 2022)        |
| Nhật Bản          | Hisamitsu Springs      | Vô địch (Mùa giải 2021 - 2022) |
| Mông Cổ           | Khuvsgul Erchim        | Vô địch (Mùa giải 2022 - 2023) |

## Địa điểm thi đấu
Giải đấu được tổ chức tại Nhà thi đấu Vĩnh Phúc, Vĩnh Phúc, Việt Nam.
| Tất cả các trận đấu   | Tất cả các trận đấu |
| --------------------- | ------------------- |
| Vĩnh Phúc, Việt Nam   |                     |
| Nhà thi đấu Vĩnh Phúc |                     |
| Sức chứa: 3.000       |                     |
|                       |                     |

## Quy định tính điểm bảng xếp hạng
1. Tổng số trận thắng (trận thắng, trận thua)
2. Trong trường hợp bằng điểm, thứ tự ưu tiên sau đây sẽ được áp dụng: Các đội sẽ được xếp hạng theo số điểm cao nhất đạt được trong mỗi trận đấu như sau:
  - Trận thắng 3–0 hoặc 3–1: 3 điểm cho đội thắng, 0 điểm cho đội thua
  - Trận thắng 3–2: 2 điểm cho đội thắng, 1 điểm cho đội thua
  - Trận đấu bị hủy bỏ: 3 điểm cho đội thắng, 0 điểm (0–25, 0–25, 0–25) cho đội thua
3. Nếu các đội vẫn bằng điểm nhau nhau sau khi xem xét số trận thắng và số điểm đạt được, thì AVC sẽ xem xét kết quả để phân chia tỷ số hòa theo thứ tự sau:
  - Thương số set thắng/set thua: nếu hai đội trở lên bằng điểm nhau về số điểm đạt được thì sẽ được xếp hạng theo thương số lấy tổng số trận thắng trong set đấu chia cho số trận thua trong set đấu.
  - Thương số điểm thắng/điểm thua: nếu vẫn tiếp tục bằng điểm dựa trên thương số đã đặt, các đội sẽ được xếp hạng theo thương số do chia tất cả số điểm ghi được cho tổng số điểm bị mất trong tất cả các set.
  - Nếu vẫn tiếp tục bằng điểm dựa trên chỉ số điểm, thì việc các đội bằng điểm sẽ bị phá vỡ dựa trên đội thắng trận đấu của giai đoạn vòng tròn một lượt giữa các đội bằng điểm. Khi việc bằng điểm giữa ba đội trở lên, các đội này được xếp hạng chỉ tính đến các trận đấu có sự tham gia của các đội được đề cập.

## Vòng bảng
- Tất cả thời gian đều là Giờ Đông Dương (UTC+07:00).

|  | Bán kết         |
|  | Phân hạng 5 - 9 |

### Bảng A
|      |                   | Trận đấu | Trận đấu | Điểm | Set | Set | Set   | Điểm | Điểm | Điểm  |
| Hạng | Đội               | T        | B        | Điểm | T   | B   | Tỉ lệ | T    | B    | Tỉ lệ |
| ---- | ----------------- | -------- | -------- | ---- | --- | --- | ----- | ---- | ---- | ----- |
| 1    | Sport Center 1    | 3        | 0        | 8    | 9   | 4   | 2.250 | 295  | 264  | 1.117 |
| 2    | King Whale Taipei | 2        | 1        | 5    | 7   | 6   | 1.167 | 282  | 264  | 1.068 |
| 3    | Hisamitsu Springs | 1        | 2        | 4    | 6   | 6   | 1.000 | 258  | 249  | 1.036 |
| 4    | Paykan Tehran     | 0        | 3        | 1    | 3   | 9   | 0.333 | 219  | 277  | 0.791 |

| Ngày  | Thời gian |                   | Điểm |                   | Set 1 | Set 2 | Set 3 | Set 4 | Set 5 | Tổng    | Nguồn  |
| ----- | --------- | ----------------- | ---- | ----------------- | ----- | ----- | ----- | ----- | ----- | ------- | ------ |
| 25/04 | 19:45     | Paykan Tehran     | 2–3  | Sport Center 1    | 22–25 | 25–21 | 18–25 | 25–22 | 10–15 | 100–108 | Report |
| 26/04 | 19:30     | King Whale Taipei | 3–2  | Hisamitsu Springs | 16–25 | 25–21 | 25–22 | 24–26 | 15–8  | 105–102 | Report |
| 27/04 | 19:30     | Sport Center 1    | 3–1  | Hisamitsu Springs | 25–20 | 17–25 | 25–21 | 25–15 |       | 92–81   | Report |
| 28/04 | 19:30     | Paykan Tehran     | 1–3  | King Whale Taipei | 14–25 | 10–25 | 25–19 | 18–25 |       | 67–94   | Report |
| 29/04 | 16:30     | Hisamitsu Springs | 3–0  | Paykan Tehran     | 25–20 | 25–15 | 25–17 |       |       | 75–52   | Report |
| 29/04 | 19:30     | King Whale Taipei | 1–3  | Sport Center 1    | 12–25 | 23–25 | 25–20 | 23–25 |       | 83–95   | Report |

### Bảng B
|      |                        | Trận đấu | Trận đấu | Điểm | Set | Set | Set   | Điểm | Điểm | Điểm  |
| Hạng | Đội                    | T        | B        | Điểm | T   | B   | Tỉ lệ | T    | B    | Tỉ lệ |
| ---- | ---------------------- | -------- | -------- | ---- | --- | --- | ----- | ---- | ---- | ----- |
| 1    | Diamond Food-Fine Chef | 3        | 1        | 10   | 11  | 4   | 2.750 | 349  | 280  | 1.246 |
| 2    | Liaoning Donghua       | 3        | 1        | 9    | 10  | 3   | 3.333 | 316  | 243  | 1.300 |
| 3    | Altay                  | 3        | 1        | 8    | 9   | 5   | 1.800 | 318  | 238  | 1.336 |
| 4    | Khuvsgul Erchim        | 1        | 3        | 3    | 3   | 10  | 0.300 | 217  | 296  | 0.733 |
| 5    | Hip Hing               | 0        | 4        | 0    | 1   | 12  | 0.083 | 179  | 322  | 0.556 |

| Ngày  | Thời gian |                        | Điểm |                        | Set 1 | Set 2 | Set 3 | Set 4 | Set 5 | Tổng   | Nguồn  |
| ----- | --------- | ---------------------- | ---- | ---------------------- | ----- | ----- | ----- | ----- | ----- | ------ | ------ |
| 25/04 | 13:00     | Khuvsgul Erchim        | 0–3  | Liaoning Donghua       | 15–25 | 13–25 | 9–25  |       |       | 37–75  | Report |
| 25/04 | 16:00     | Altay                  | 3–2  | Diamond Food–Fine Chef | 22–25 | 19–25 | 25–22 | 25–14 | 15–11 | 106–97 | Report |
| 26/04 | 13:30     | Hip Hing               | 0–3  | Diamond Food–Fine Chef | 8–25  | 12–25 | 12–25 |       |       | 32–75  | Report |
| 26/04 | 16:30     | Khuvsgul Erchim        | 0–3  | Altay                  | 12–25 | 9–25  | 11–25 |       |       | 32–75  | Report |
| 27/04 | 13:30     | Liaoning Donghua       | 3–0  | Altay                  | 25–19 | 25–22 | 25–21 |       |       | 75–62  | Report |
| 27/04 | 16:30     | Hip Hing               | 1–3  | Khuvsgul Erchim        | 25–22 | 9–25  | 20–25 | 17–25 |       | 71–97  | Report |
| 28/04 | 13:30     | Diamond Food–Fine Chef | 3–0  | Khuvsgul Erchim        | 25–14 | 25–16 | 25–21 |       |       | 75–51  | Report |
| 28/04 | 16:30     | Liaoning Donghua       | 3–0  | Hip Hing               | 25–20 | 25–8  | 25–14 |       |       | 75–42  | Report |
| 29/04 | 10:30     | Altay                  | 3–0  | Hip Hing               | 25–14 | 25–8  | 25–12 |       |       | 75–34  | Report |
| 29/04 | 13:30     | Diamond Food–Fine Chef | 3–1  | Liaoning Donghua       | 23–25 | 29–27 | 25–22 | 25–17 |       | 102–91 | Report |

## Vòng đấu loại trực tiếp
- Tất cả thời gian đều là Giờ Đông Dương (UTC+07:00).
- Kết quả và số điểm của các trận đấu giữa các đội giống nhau đã chơi ở vòng sơ loại sẽ được tính cho vòng phân loại.

### Phân hạng 5 - 9
|      |                   | Trận đấu | Trận đấu | Điểm | Set | Set | Set   | Điểm | Điểm | Điểm  |
| Hạng | Đội               | T        | B        | Điểm | T   | B   | Tỉ lệ | T    | B    | Tỉ lệ |
| ---- | ----------------- | -------- | -------- | ---- | --- | --- | ----- | ---- | ---- | ----- |
| 1    | Hisamitsu Springs | 4        | 0        | 11   | 12  | 2   | 6.000 | 325  | 221  | 1.471 |
| 2    | Altay             | 3        | 1        | 10   | 11  | 3   | 3.667 | 331  | 219  | 1.511 |
| 3    | Paykan Tehran     | 2        | 2        | 6    | 6   | 6   | 1.000 | 255  | 262  | 0.973 |
| 4    | Khuvsgul Erchim   | 1        | 3        | 3    | 3   | 10  | 0.300 | 213  | 296  | 0.720 |
| 5    | Hip Hing          | 0        | 4        | 0    | 1   | 12  | 0.083 | 196  | 322  | 0.609 |

| Ngày  | Thời gian |                   | Điểm |                 | Set 1 | Set 2 | Set 3 | Set 4 | Set 5 | Tổng    | Nguồn  |
| ----- | --------- | ----------------- | ---- | --------------- | ----- | ----- | ----- | ----- | ----- | ------- | ------ |
| 30/04 | 16:30     | Hisamitsu Springs | 3–0  | Hip Hing        | 25–9  | 25–9  | 25–15 |       |       | 75–33   | Report |
| 30/04 | 19:30     | Paykan Tehran     | 3–0  | Khuvsgul Erchim | 25–17 | 25–21 | 25–16 |       |       | 75–54   | Report |
| 01/05 | 10:30     | Hisamitsu Springs | 3–0  | Khuvsgul Erchim | 25–15 | 25–7  | 25–8  |       |       | 75–30   | Report |
| 01/05 | 13:30     | Paykan Tehran     | 0–3  | Altay           | 15–25 | 20–25 | 18–25 |       |       | 53–75   | Report |
| 02/05 | 10:30     | Paykan Tehran     | 3–0  | Hip Hing        | 25–18 | 25–21 | 25–19 |       |       | 75–58   | Report |
| 02/05 | 13:30     | Hisamitsu Springs | 3–2  | Altay           | 16–25 | 25–21 | 15–25 | 25–18 | 19–17 | 100–106 | Report |

### Trang hạng 1 - 4
|  | Bán kết                | Bán kết                |                   |   | Chung kết | Chung kết |
|  |                        |                        |                   |   |           |           |
|  | 01/05 – Vĩnh Phúc      |                        |                   |   |           |           |
|  |                        |                        |                   |   |           |           |
|  | Sport Center 1         | 3                      |                   |   |           |           |
|  | Sport Center 1         | 3                      | 02/05 – Vĩnh Phúc |   |           |           |
|  | Liaoning Donghua       | 1                      |                   |   |           |           |
|  | Liaoning Donghua       | 1                      | Sport Center 1    | 3 |           |           |
|  | 01/05 – Vĩnh Phúc      |                        | Sport Center 1    | 3 |           |           |
|  |                        | Diamond Food-Fine Chef | 2                 |   |           |           |
|  | Diamond Food-Fine Chef | Diamond Food-Fine Chef | 2                 | 3 |           |           |
|  | Diamond Food-Fine Chef |                        |                   | 3 |           |           |
|  | King Whale Taipei      | 1                      |                   |   |           |           |
|  | King Whale Taipei      | 1                      | Tranh hạng 3      |   |           |           |
|  |                        |                        |                   |   |           |           |
|  | 02/05 – Vĩnh Phúc      |                        |                   |   |           |           |
|  |                        |                        |                   |   |           |           |
|  | Liaoning Donghua       | 3                      |                   |   |           |           |
|  | Liaoning Donghua       | 3                      |                   |   |           |           |
|  | King Whale Taipei      | 1                      |                   |   |           |           |

#### Bán kết
| Ngày  | Thời gian |                        | Điểm |                   | Set 1 | Set 2 | Set 3 | Set 4 | Set 5 | Tổng  | Nguồn  |
| ----- | --------- | ---------------------- | ---- | ----------------- | ----- | ----- | ----- | ----- | ----- | ----- | ------ |
| 01/05 | 16:30     | Diamond Food–Fine Chef | 3–0  | King Whale Taipei | 25–19 | 25–19 | 25–23 |       |       | 75–61 | Report |
| 01/05 | 19:30     | Sport Center 1         | 3–1  | Liaoning Donghua  | 17–25 | 25–23 | 25–18 | 25–16 |       | 92–82 | Report |

#### Tranh hạng 3
| Ngày  | Thời gian |                  | Điểm |                   | Set 1 | Set 2 | Set 3 | Set 4 | Set 5 | Tổng  | Nguồn  |
| ----- | --------- | ---------------- | ---- | ----------------- | ----- | ----- | ----- | ----- | ----- | ----- | ------ |
| 2 May | 16:30     | Liaoning Donghua | 3–1  | King Whale Taipei | 26–24 | 25–20 | 22–25 | 25–21 |       | 98–90 | Report |

#### Chung kết
| Ngày  | Thời gian |                | Điểm |                        | Set 1 | Set 2 | Set 3 | Set 4 | Set 5 | Tổng    | Nguồn  |
| ----- | --------- | -------------- | ---- | ---------------------- | ----- | ----- | ----- | ----- | ----- | ------- | ------ |
| 02/05 | 19:30     | Sport Center 1 | 3–2  | Diamond Food–Fine Chef | 21–25 | 17–25 | 25–20 | 25–22 | 15–10 | 103–102 | Report |

## Bảng xếp hạng
| Hạng | Đội                    |
| ---- | ---------------------- |
| 1    | Sport Center 1         |
| 2    | Diamond Food–Fine Chef |
| 3    | Liaoning Donghua       |
| 4    | King Whale Taipei      |
| 5    | Hisamitsu Springs      |
| 6    | Altay                  |
| 7    | Paykan Tehran          |
| 8    | Khuvsgul Erchim        |
| 9    | Hip Hing               |

|  | Giành vé tham dự Giải Vô địch Bóng chuyền Các câu lạc bộ Thế giới 2023 |

| Nhà vô địch Giải Vô địch Bóng chuyền Các câu lạc bộ Nữ Châu Á 2023 |
| ------------------------------------------------------------------ |
| Sport Center 1 Lần thứ 1                                           |

| Vận động viên |
| Lê Thị Thanh Liên, Trần Thị Thanh Thúy, Phạm Thị Nguyệt Anh, Trần Thị Bích Thủy, Hoàng Thị Kiều Trinh, Nguyễn Khánh Đang, Võ Thị Kim Thoa, Nguyễn Thị Trinh, Vi Thị Như Quỳnh, Đoàn Thị Xuân, Đoàn Thị Lâm Oanh, Trần Tú Linh, Lý Thị Luyến, Đinh Thị Trà Giang |
| Huấn luyện viên |
| Nguyễn Tuấn Kiệt |

## Giải thưởng cá nhân
| - Vận động viên Xuất sắc nhất Trần Thị Thanh Thúy (VIE) (Sport Center 1) - Chuyền hai Xuất sắc nhất Nootsara Tomkom (THA) (Diamond Food–Fine Chef) - Chủ công Xuất sắc nhất Sasipaporn Janthawisut (THA) (Diamond Food–Fine Chef) Trần Thị Thanh Thúy (VIE) (Sport Center 1) | - Phụ công Xuất sắc nhất Kaewkalaya Kamulthala (THA) (Diamond Food–Fine Chef) Wang Lujia (CHN) (Liaoning Donghua) - Đối chuyền Xuất sắc nhất Beatriz Flávio de Carvalho (BRA) (King Whale Taipei) - Libero Xuất sắc nhất Nguyễn Khánh Đang (VIE) (Sport Center 1) |